# Acartiella tortaniformis
Acartiella tortaniformis is een eenoogkreeftjessoort uit de familie van de Acartiidae. De wetenschappelijke naam van de soort is voor het eerst geldig gepubliceerd in 1912 door Sewell.